# Corullons
Corullons är ett berg i Spanien.   Det ligger i regionen Katalonien, i den östra delen av landet, 290 km öster om huvudstaden Madrid. Toppen på Corullons är 655 meter över havet. Corullons ligger vid sjön Pantano de Santolea.
Terrängen runt Corullons är huvudsakligen kuperad.Runt Corullons är det glesbefolkat, med 9 invånare per kvadratkilometer. Närmaste större samhälle är Alcorisa, 18,1 km norr om Corullons. Omgivningarna runt Corullons är i huvudsak ett öppet busklandskap.